# Erik Renmælmo
Erik Renmælmo (* 27. November 1981) ist ein ehemaliger norwegischer Skispringer und seit 2011 Trainer der norwegischen Springerinnen.

## Werdegang
Renmælmo gab am 15. März 2003 in Stryn sein Debüt im Continental Cup. Bei den Norwegischen Meisterschaften im Skispringen 2003 gewann er im Team die Silbermedaille. Am 17. Dezember 2005 sprang Renmælmo in Kuopio bei einem FIS Cup wieder international und belegte die Plätze 22 und 17. Nach einer erneuten internationalen Pause sprang er gegen Ende der Saison 2006/07 bei den Continental Cups in Westby und Iron Mountain und schaffte es bei allen vier Springen in den 2. Durchgang. Dann sprang Renmælmo zu Beginn der Saison 2008/09 wieder international und begann mit einem 44. Platz in Vikersund. Gegen Ende der Saison verpasste er zwar in Trondheim den 2. Durchgang, erreichte aber in Pragelato mit den Plätzen sieben und 16 die besten Ergebnisse seiner Karriere. Am Ende der Saison 2009/2010 sprang er beim FIS Cup in Zaō noch einmal international und belegte die Plätze 27 und 18.
Seit der Saison 2011/2012 ist Renmælmo Co-Trainer der norwegischen Springerinnen.

## Erfolge

### Continental-Cup-Platzierungen
| Saison  | Platz | Punkte |
| ------- | ----- | ------ |
| 2006/07 | 102.  | 21     |
| 2008/09 | 091.  | 51     |